# José María Saponi
José María Saponi Mendo (Cáceres, 19 de junio de 1938 - 14 de agosto de 2025) fue un político español.

## Biografía
José María nació el 19 de junio de 1938, en Cáceres, España.
Licenciado en derecho y funcionario de carrera, fue alcalde de Cáceres entre 1995 y 2007. 

### Matrimonio y descendencia
Está casado y es padre de cuatro hijas.

## Vida política
Gobernó con mayoría absoluta en tres legislaturas (1995–1999, 1999–2003 y 2003–2007) En 2007 siendo candidato por el PP por quinta vez, consigue mayoría simple, pero un pacto entre PSOE, IU-SIEX y un partido independiente fundado por un antiguo concejal del PP, le priva de ostentar la alcaldía. Fue miembro de la Junta Directiva Nacional del Partido Popular.